# Messerputzmaschine

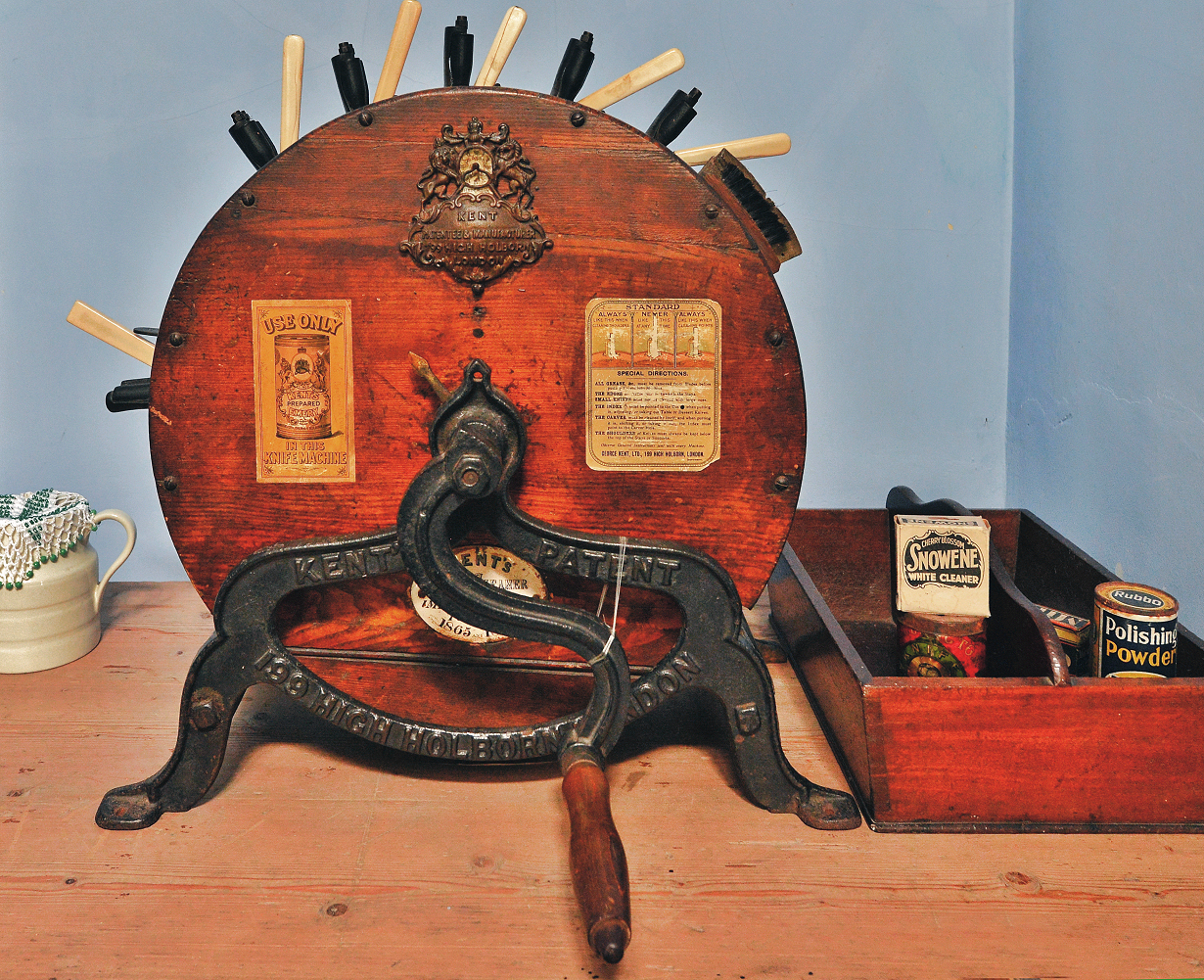
Vertikale Scheiben, für mehrere Messer gleichzeitig, George Kent

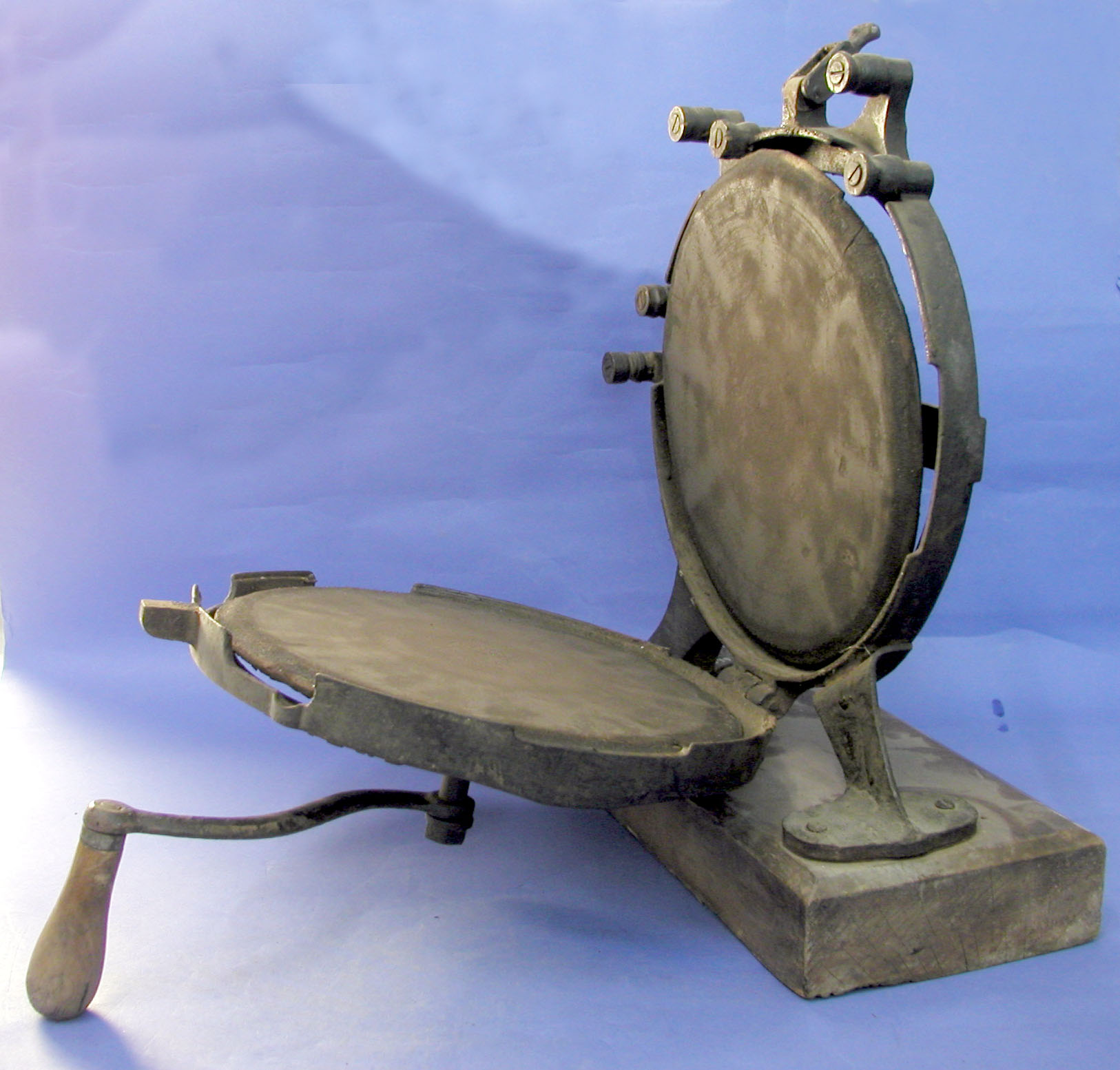
Vertikale Scheiben, geöffnet, Spong & Co.

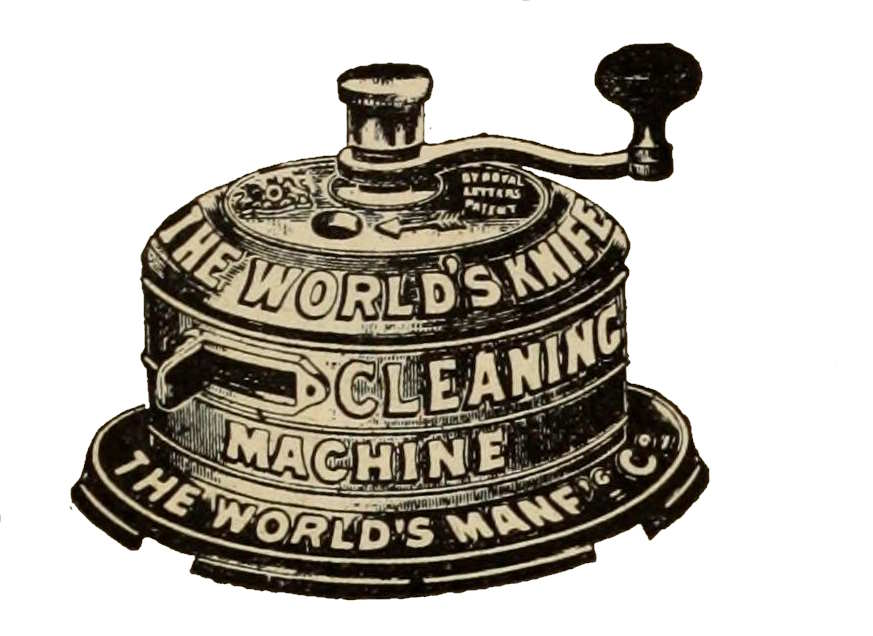
Horizontale Scheiben

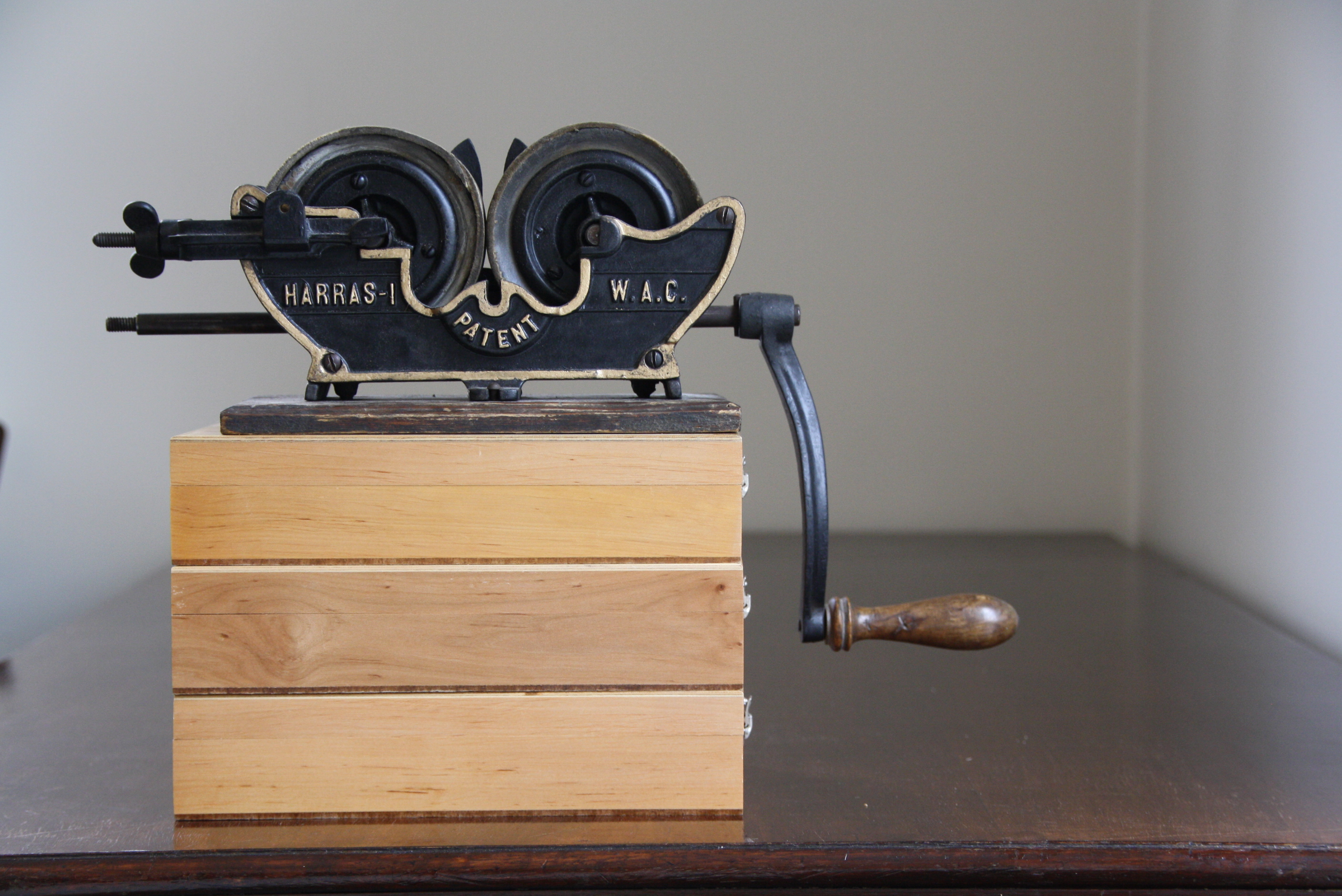
Rollen nebeneinander, Harras-Werke

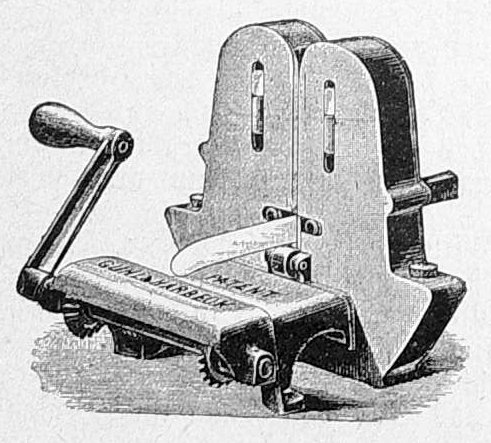
Umlaufende Lederriemen, Guhl & Harbeck

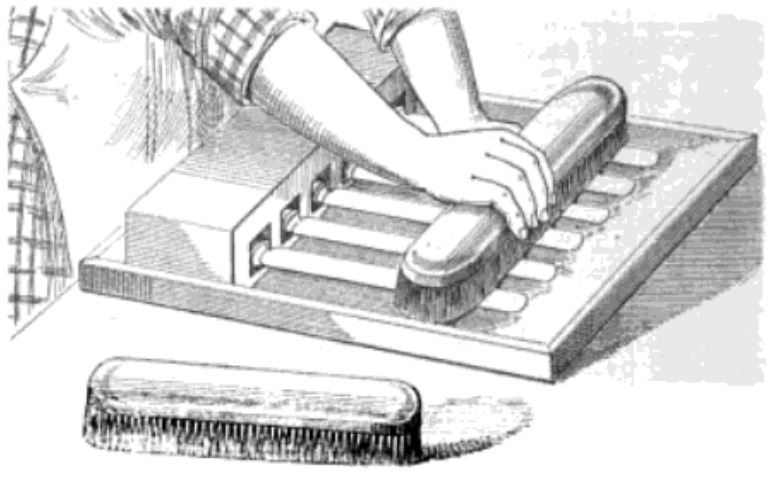
Ohne rotierende Elemente, für mehrere Messer gleichzeitig

Eine Messerputzmaschine ist eine Haushaltsmaschine zum Putzen, Polieren und Abziehen von Messern. Diese Maschinen wurden etwa von Mitte des 19. bis Mitte des 20. Jahrhunderts verwendet.

## Geschichte
Im 19. Jahrhundert wurde für Besteckmesser kohlenstoffreicher Stahl verwendet. Dieser rostete leicht, insbesondere wenn er mit säurehaltigen Lebensmitteln in Kontakt kam. Um ansehnlich zu bleiben, mussten die Messer daher immer wieder, in der Regel auf einem Stoßriemen, aufwendig poliert werden. Verschiedene Erfinder wollten Abhilfe schaffen, wobei der Brite George Kent als Erster erfolgreich war und seine Erfindung 1844 patentieren ließ. Seine Messerpoliermaschine war die erste massenhaft hergestellte Haushaltsmaschine, deren Erfolg auf Ersparnis der Arbeitszeit beruhte. Sie gewann einen Preis bei der Great Exhibition von 1851.
In der Folgezeit kamen etliche verschiedene Maschinen von unterschiedlichen Herstellern auf den Markt. Es wurde u. a. mehr Wert darauf gelegt, dass die Messer beim Polieren nicht so schnell verschlissen. Ein weiterer bekannter Hersteller in Großbritannien war Spong & Co. In Deutschland war neben Alexanderwerk die Firma Ritterwerk als einer der größten Hersteller bekannt. Gute Rotationsputzmaschinen waren teuer, deswegen suchten Erfinder, mit mehr oder weniger Erfolg, nach einfacheren Geräten, die aber trotzdem einen Vorteil gegenüber dem Stoßriemen bieten sollten.
Nach dem Ersten Weltkrieg wurde rostfreier Stahl für die Massenproduktion von Besteck verwendet und die Nachfrage nach den Messerputzmaschinen sank. Der frühe rostfreie Stahl hatte zunächst Probleme, dass etwa die Messer nicht scharf genug wurden, setzte sich aber Ende der 1930er Jahre doch durch. Die Hersteller der Messerputzmaschinen stellten die Produktion ein; Spong & Co. bot aber noch bis 1955 Reparaturservice an.

## Technik
Es gibt verschiedene Bauarten von Messerputzmaschinen; sie unterscheiden sich hauptsächlich in der Art der rotierenden Putzelemente:
- zwei vertikal oder horizontal rotierende Scheiben; Kontakt zum Messer über die Seitenflächen
- zwei nebeneinander oder übereinander rotierende Rollen bzw. Walzen; Kontakt zum Messer über die Mantelflächen
- zwei umlaufende Lederriemen

Die rotierenden Putzelemente befinden sich mehr oder weniger offen in einem Gehäuse und werden über eine Handkurbel angetrieben. Zwischen diese beiden Elemente werden die Messer gesteckt. Der nötige Druck auf das Messer wird über Federn sichergestellt, bzw. der Abstand zwischen den beiden Elementen ist einstellbar. Die Putzelemente bestehen aus flächigem Leder, Filz, Gummi oder Leder- und Filzstreifen oder Borstenbürsten. Bei dem Modell von Kent wurden Lederstreifen und Borstenbürsten gleichzeitig verwendet.
In der Regel gibt es an der Maschine eine Öffnung, über die ein Putzpulver, z. B. Schmirgelpulver, eingefüllt wird. Vielfach wurde die Messerputzmaschine dauerhaft am Tisch befestigt oder es gab eine Schraubzwinge. Manche Messerputzmaschinen waren Standgeräte.
In der weit verbreiteten Messerputzmaschine von Kent mit den vertikalen Putzelementen konnten je nach Größe der Variante bis zu zwölf Messer gleichzeitig bearbeitet werden. Die Zeitersparnis brachte jedoch einige Nachteile mit sich. So polierte die Maschine oft unnötig viel Material von der Klinge ab. Auch mussten die Messer aufwendig in den Halterungen befestigt werden und der Messergriff konnte dabei beschädigt werden. Spätere Maschinen waren eher darauf ausgelegt, dass die Messer einzeln geputzt wurden. Die Messer wurden dann nicht mehr eingespannt, sondern vom Bediener am Griff gehalten.
Daneben gibt es verschiedene einfache Messerputzgeräte bzw. Messerputzhilfen, die ohne bewegliche Putzelemente auskommen.